# Пирсонов коефицијент корелације
У статистици, Пирсонов коефицијент корелације ― познат и као Пирсонов r, биваријатна корелација, или колоквијално коефицијент корелације ― је мера линеарне корелације између два скупа података. То је однос између коваријансе две варијабле и производа њихових стандардних девијација; дакле, то је у суштини нормализовано мерење коваријансе, тако да резултат увек има вредност између −1 и 1. Као и код саме коваријансе, мера може одражавати само линеарну корелацију варијабли и занемарује многе друге типове односа или корелације. Као једноставан пример, очекивало би се да старост и висина узорка тинејџера из средње школе имају Пирсонов коефицијент корелације значајно већи од 0, али мањи од 1 (јер би 1 представљало нереално савршену корелацију).

## Интерпретација
Коефицијент корелације се креће од −1 до 1. Апсолутна вредност тачно 1 имплицира да линеарна једначина савршено описује однос између Х и Y, при чему све тачке података леже на правој. Знак корелације је одређен нагибом регресије: вредност од +1 имплицира да све тачке података леже на линији за коју Y расте како Х расте, и обрнуто за -1. Вредност 0 имплицира да не постоји линеарна зависност између променљивих.